# سارا سامبايو
سارا سامبايو (بالبرتغالية: Sara Sampaio‏)، عارضة أزياء برتغالية ولدت في يوم 21 يوليو 1991 في مدينة بورتو في البرتغال وهي تعمل حالياً مع فيكتوريا سيكريت وظهرت في مجلة سبورت سويسمينت وظهرت في مجلات أخرى مثل جي كيو وإل ومجلة فوغ وغلامور وغيرها من المجلات، وقد فازت بجائزة الغولدت غلوب البرتغالية كأفضل عارضة أزياء بتغالية في سنتي 2011 و2012.

## روابط خارجية
- سارا سامبايو على موقع IMDb (الإنجليزية)
- سارا سامبايو على موقع ألو سيني (الفرنسية)
- سارا سامبايو على موقع قاعدة بيانات الفيلم (الإنجليزية)
- سارا سامبايو على موقع دليل عارضات الأزياء (الإنجليزية)